# Gabrielle Anwar
Gabrielle Anwar (Laleham (Middlesex), 4 februari 1970) is een Engels actrice. Ze werd in 2007 genomineerd voor een Saturn Award voor haar rol als 'Emily Davenport' in de televisiefilm The Librarian: Return to King Solomon's Mines en in 2008 voor een Gemini Award voor die als Margaretha Tudor in de televisieserie The Tudors. Anwar maakte in 1986 haar acteerdebuut als Tracy Wright in de miniserie Hideaway. Haar eerste filmrol volgde in 1988, als Tina in de tragikomedie Manifesto. Ze was sindsdien te zien in meer dan 25 films. Onder meer in Scent of a woman waarin ze in de legendarische tango-scène danst met Al Pacino.
Anwar speelde behalve in films ook in verschillende televisieseries. Haar omvangrijkste rol daarin was die als 'Fiona Glenanne' in de misdaad-dramaserie Burn Notice. Ze speelde dit personage in alle 111 afleveringen waaruit de serie bestaat.

## Filmografie
*Exclusief televisiefilms, tenzij anders aangegeven
| - The Last Summer (2019) - The Family Tree (2011) - A Warrior's Heart (2011) - iMurders (2009) - Crazy Eights (2006) - The Librarian: Return to King Solomon's Mines (2006, televisiefilm) - The Marsh (2006) - Long Lost Son (2006, televisiefilm) - The Survivors (2006) - Save It for Later (2003) - Flying Virus (2001) - Turbulence 3: Heavy Metal (2001) - North Beach (2000) - The Guilty (2000) - If You Only Knew (2000) | - Kimberly (1999, aka Daddy Who?) - The Manor (1999) - Beach Movie (1998) - Sub Down (1997) - Nevada (1997) - The Grave (1996) - Innocent Lies (1995) - Things to Do in Denver When You're Dead (1995) - The Three Musketeers (1993) - For Love or Money (1993) - Body Snatchers (1993) - Scent of a Woman (1992) - Wild Hearts Can't Be Broken (1991) - If Looks Could Kill (1991) - Manifesto (1988) |

## Televisieseries
*Exclusief eenmalige gastrollen
- Once Upon a Time - Lady Tremaine (2017-2018, elf afleveringen)
- Burn Notice - Fiona Glenanne (2007-2013, 111 afleveringen)
- The Tudors - Margaretha Tudor (2007, zes afleveringen)
- John Doe - Rachel Penbroke (2002-2003, twee afleveringen)
- Press Gang - Sam Black (1990, twaalf afleveringen)
- Prince Caspian and the Voyage of the Dawn Treader - Princess (1989, drie afleveringen)
- Summer's Lease - Chrissie Kettering (1989, drie afleveringen - miniserie)
- Hideaway - Tracy Wright (1986, zes afleveringen - miniserie)

## Privé
Anwar trouwde in 2015 met acteur Shareef Malnik, haar tweede echtgenoot. Eerder was ze getrouwd met acteur John Verea, met wie ze in 2001 een zoon en in 2003 een dochter kreeg. Anwar had van 1988 tot en met 1995 een relatie met acteur Craig Sheffer. Samen met hem kreeg ze haar eerste kind, dochter Willow. Willow is samen met Anwar te zien in de romantische filmkomedie Kimberly (1999), als Lillie.
- Bibsys: 98043586
- Biblioteca Nacional de España: XX1421024
- Bibliothèque nationale de France: cb14039508n (data)
- Gemeinsame Normdatei: 141338482
- International Standard Name Identifier: 0000 0003 6022 8982
- Library of Congress Control Number: no00024521
- Nationale Bibliotheek van Tsjechië: xx0144912
- Nationale Bibliotheek van Israël: 987007605153705171
- Nationale Bibliotheek van Polen: a0000001255402
- Nederlandse Thesaurus van Auteursnamen: 100250572
- SNAC: w6rg8s3c
- Virtual International Authority File: 223724420
- WorldCat: E39PBJckPgvwwV7wP7yJFkg9Xd